# Sony Music Entertainment Poland
Sony Music Entertainment Poland Sp. z o.o. (SMEP) — польська дочірня компанія Sony Music Entertainment. Вона була заснована в 1995 році у Варшаві. Генеральним директором лейблу є Казімеж Пуласький.
Лейбл був заснований після того, як Sony Music Entertainment придбала каталог MJM Music PL наприкінці 1995 року. У 2003 році MJM Music PL відокремилася від SME Poland і з того часу працює як незалежний лейбл.
У 2004 році лейбл об'єднався з BMG Poland і утворив Sony BMG Music Entertainment Poland, як спільне підприємство Sony Music Entertainment і Bertelsmann Music Group. Польський підрозділ Sony BMG включав таких артистів, як Big Cyc, Coma, Kayah і Мариля Родович, серед інших.
У 2008 році, після того, як BMG була куплена Sony Music, польський лейбл повернувся до попередньої назви Sony Music Entertainment Poland. Серед останніх артистів, які підписали контракт з лейблом, — співак Давид Подсядло та гурти Trzynasta w Samo Południe і Bracia.